# جوزيف كالي
جوزيف كالي (بالإنجليزية: Joseph Cali)‏ مواليد 30 مارس 1950 في نيويورك، هو ممثل ومنتج أمريكي بدأ مسيرته الفنية سنة 1977.

## الأعمال
- حمى ليلة السبت (فيلم) (1977) (بدور: جوي)
- ترابر جون إم دي (1981)
- هانتر (1985) (بدور: توني بوي)
- سانتا باربرا (مسلسل) (1989) (بدور: جاك دانتي)
- ملروس بليس (1997) (بدور: جورج)
- بيواتش (1997)
- بورت شارلز (1998)

## روابط خارجية
- جوزيف كالي على موقع IMDb (الإنجليزية)
- جوزيف كالي على موقع ألو سيني (الفرنسية)
- جوزيف كالي على موقع ميوزك برينز (الإنجليزية)
- جوزيف كالي على موقع أول موفي (الإنجليزية)
- جوزيف كالي على موقع قاعدة بيانات الأفلام السويدية (السويدية)
- جوزيف كالي على موقع قاعدة بيانات الفيلم (الإنجليزية)
- جوزيف كالي على موقع كينوبويسك (الروسية)